# Mineirinho Ultra Adventures
Mineirinho Ultra Adventures, também conhecido como Miner Ultra Adventures em inglês, é um advergame independente de plataforma desenvolvido pelo programador Dennis Ferreira, do estúdio Manic Mind Game Lab, e publicado pela Old School Blender Addicted. O jogo foi lançado no software de distribuição digital Steam para Microsoft Windows em 27 de janeiro de 2017, e apresentou repercussão negativa.
No início de 2019, Mineirinho Ultra Adventures e seus DLCs foram removidos da Steam, porém meses depois teve um relançamento anunciado sob o título Mineirinho Director's Cut, pelo selo Sinned Games.

## Jogabilidade e enredo
Mineirinho Ultra Adventures é um jogo de plataforma 3D. O jogador controla Mineirinho, o protagonista titular do jogo e mascote do "complexo gastronômico" Dom Zelittu's—cujo dono é amigo de Dennis—, localizado na cidade de Itaguaí, no Rio de Janeiro. Ele ataca arremessando um chapéu, ou usando power-ups (que são as comidas do restaurante) encontrados nos cinco estágios para matar os inimigos.
Na versão director's cut e em uma versão de Mineirinho Ultra Adventures apresentada em uma conferência em 2011, uma cutscene de introdução mostra que alienígenas (denominados "Comilões do Espaço") vieram para a Terra e levaram o restaurante Dom Zelittu's, e Mineirinho tem que resgatá-lo derrotando os extraterrestres. Na versão final, não há nenhuma cutscene. Após derrotar o chefe final do jogo, a mensagem "Você conseguiu! Agora todos podem comer no melhor restaurante do mundo!" aparece em caixa alta na tela.

## Desenvolvimento
Mineirinho Ultra Adventures foi desenvolvido integralmente pelo programador Dennis Ferreira, durante quatro meses, utilizando os programas Blender 2.49b e GIMP, para edição de imagens. Dennis também reutilizou modelos (entre eles, árvores e plataformas) do jogo livre Yo Frankie!, e as vozes foram dubladas por sua irmã mais nova. O jogo é inspirado em outros jogos de plataforma, tais como Super Mario 64, Gex, Crash Bandicoot e Conker's Bad Fur Day.
Segundo Dennis, o jogo foi concebido como um projeto final de uma pós-graduação, bem como um advergame para Dom Zelittu's.

## Recepção
O jogo primeiramente atraiu atenção e controvérsia pela alegação de que seu criador, Dennis, havia xingado um usuário do jogo na internet. De acordo com Dennis, o incidente teria sido uma atitude de sua ex-namorada. Mineirinho Ultra Adventures foi avaliado por Bruno Izidro da revista Vice como "o pior game brasileiro já feito" e "um dos jogos brasileiros mais bizarros da história".
Mineirinho participou do evento internacional de speedrun Summer Games Done Quick. O jogo também apareceu em um episódio do programa Zero1, apresentado por Tiago Leifert, e contou com a participação de Dennis.